# Toyo Tire & Rubber Company
Toyo Tire Corporation (Format:Ruby-ja株式会社 TŌYŌ TAIYA Kabushiki-gaisha?) este o companie producătoare de anvelope și produse din cauciuc cu sediul în Japonia.

## Legături externe
- Toyo Tires Global Arhivat în 7 februarie 2009, la Wayback Machine.